# Kronofilija
Kronofilija je zajednički izraz za parafilije u kojima seksualno uzbuđenje proizlazi iz razlike u dobi između seksualnih partnera. Izraz je prvi upotrijebio John Money, koristeći grčke riječi chronos, "vrijeme" i philia, "ljubav". Izraz nisu prihvatili svi seksolozi koji preferiraju posebne izraze temeljene na godištu osoba za kojima kronofili žude.

## Oblici kronofilije
- Pedofilija (što uključuje nepiofiliju) se jedina priznaje kao duševni poremećaj .[2]
- Hebefilija je izraz za seksualnu privlačnost prema pre-pubescentskoj djeci.  Izraz je prvi koristio Glueck (1955).[3]
- Efebofilija se odnosi na seksualnu privlačnost prema osobama u srednjoj ili kasnoj adolescenciji.[4]
- Teleiofilija (od grčke riječi teleios, "odrastao") je izraz koji je seksolog Ray Blanchard koristio da opiše seksualnu privlačnost prema odraslim osobama.[5] Njega gotovo isključivo koriste seksolozi u svrhu usporedbe teliofila s pedofilima i gerontofilima.
- Gerontofilija se odnosi na seksualnu privlačnost prema starijim osobama.[6]